# AUI (língua artificial)
aUI é uma linguagem filosófica e uma linguagem a priori, criada na década de 1950 por W. John Weilgart, Ph.D. (9 de março de 1913 – 26 de janeiro de 1981; nascido Johann Wolfgang Weixlgärtner, e também é conhecido como John W. Weilgart ) um filósofo e psicanalista originalmente de Viena, Áustria . Ele o descreveu como "a Linguagem do Espaço", conotando a comunicação universal, e publicou a quarta edição do seu livro em 1979; uma descrição filosófica de cada elemento semântico da linguagem foi publicada em 1975 por ele.
Como um esforço para a 'paz através da compreensão' mundial, o objetivo de Weilgart era esclarecer e simplificar a comunicação. Em última análise, foi seu experimento em facilitar o pensamento consciente, pois é construído a partir de um conjunto proposto de elementos primitivos, possivelmente universais, projetados para refletir uma relação mnemônica e motivada entre símbolo, som e significado. Em seu trabalho de psicoterapia, ele às vezes usava formulações de AUI criadas pelo cliente para revelar possíveis associações subconscientes a conceitos problemáticos. aUI também pode ser considerada um experimento em semântica lexical cognitiva aplicada, e Weilgart afirmou que poderia servir como uma linguagem auxiliar .

## Características
aUI é construído sobre um conjunto de primos semânticos universais propostos ou elementos de significado que são combinados para criar definições em miniatura. Weilgart descobriu que esses conceitos fundamentais estavam em um nível tão básico que provavelmente não poderiam ser definidos por nenhum conceito mais simples. Linguisticamente falando, aUI tenta uma ' língua sintética ' na qual as palavras são sintetizadas ou compostas a partir de um número mínimo de morfemas totais ou unidades de significado. A relação motivada entre morfologia, fonologia e semântica significa que, se as palavras parecem e soam semelhantes, elas também têm significados semelhantes; palavras homófonas tornam-se sinônimas .
aUI tem 31 morfemas-fonemas cada um com um significado associado, ou seja, cada morfema = um fonema = um semema .

### Pronúncia
| Significado    | Carta | IPA |
| -------------- | ----- | --- |
| Espaço         | a     | /a/ |
| Movimento      | e     | /ɛ/ |
| Luz            | i     | /ɪ/ |
| Vida           | o     | /ɔ/ |
| Humano         | u     | /ʊ/ |
| Tempo          | A     | /ä/ |
| Importam       | E     | /e/ |
| Som            | I     | /i/ |
| Sentimento     | O     | /o/ |
| Espírito/Mente | U     | /u/ |
| Condição       | Q     | /œ/ |
| Negação        | Y     | /y/ |
| Junto          | b     | /b/ |
| Existência     | c     | /ʃ/ |
| Através dos    | d     | /d/ |
| Este           | f     | /f/ |
| Lado de dentro | g     | /ɡ/ |
| Pergunta       | h     | /h/ |
| Igual          | j     | /ʒ/ |
| Acima de       | k     | /k/ |
| Ao redor       | l     | /l/ |
| Qualidade      | m     | /m/ |
| Quantidade     | n     | /n/ |
| Antes de       | p     | /p/ |
| Positivo       | r     | /ʀ/ |
| Coisa          | s     | /s/ |
| Em direção     | t     | /t/ |
| Ativo          | v     | /v/ |
| Poder          | w     | /w/ |
| Relação        | x     | /x/ |
| Parte          | z     | /z/ |

Além disso, vogais nasais curtas (marcadas com um asterisco) são usadas para numerais :
| 0    | 1    | 2    | 3    | 4    | 5    | 6    | 7    | 8    | 9    | 10   |
| ---- | ---- | ---- | ---- | ---- | ---- | ---- | ---- | ---- | ---- | ---- |
| ⟨y*⟩ | ⟨a*⟩ | ⟨e*⟩ | ⟨i*⟩ | ⟨u*⟩ | ⟨o*⟩ | ⟨A*⟩ | ⟨E*⟩ | ⟨I*⟩ | ⟨U*⟩ | ⟨O*⟩ |

O fonema /b/, por exemplo, que significa "juntos", é uma oclusiva bilabial, pronunciada com os lábios pressionados. "Light" é pronunciado com um /ɪ/ curto, como o som mais brilhante e de frequência mais alta, enquanto "sound", é pronunciado com um /iː/ mais longo, pois o som viaja mais devagar que a luz.
Cada fonema também possui um glifo ou símbolo ideográfico que representa seu significado. O símbolo para "humano", /u/ é representado pelas duas pernas ou braços do ser humano, sugerindo também sua natureza dicotômica . O "humano" pode ser preenchido por toda a trindade triangular do "espírito", uma 'profunda, misteriosa' /uː/, (há muitas trindades possíveis encontradas na filosofia e na religião). "Vida", /o/, representada pela forma de uma folha, é a fotossíntese que forma a base da vida na Terra. "Sentimento", /oː/ é uma forma de coração, pressão arterial e pulso refletindo vários sentimentos, e "ação", um /v/ 'vibrante', é representado por um relâmpago, o fenômeno mais ativo da natureza.

### Exemplos
| Composto | Morfologia               | IPA   | Significado |
| -------- | ------------------------ | ----- | ----------- |
| io       | Vida-Luz                 | /ɪɔ/  | plantar     |
| iO       | Sensação/Sensação de Luz | /ɪo/  | visão       |
| iOv      | visão-ação/verbo         | /ɪov/ | ver         |
| fu       | Este-Humano              | /fʊ/  | eu, me      |
| bu       | Juntos-Humano            | /bʊ/  | tu          |
| bru      | Juntos-Bom-Humano        | /bʀʊ/ | amigo       |
| brU      | Juntos-Bom-Espírito      | /bʀu/ | Paz         |

## História e teoria
Weilgart seguiu a proposta de Gottfried Leibniz de um alfabeto do pensamento humano que forneceria uma maneira universal de analisar idéias, dividindo-as em suas partes componentes - para serem representadas por um caractere "real" único. No início do século XVIII, Leibniz delineou sua característica universalis, cujos elementos básicos seriam caracteres pictográficos representando um número limitado de conceitos elementares. René Descartes sugeriu que um léxico de uma linguagem universal deveria consistir em elementos primitivos. A história desta filosofia linguística é delineada em A Busca da Linguagem Perfeita, de Umberto Eco .
Quando jovem, Weilgart observou os efeitos penetrantes e insidiosos da propaganda nazista planejada pelo Estado. Em particular, ele ficou impressionado com a forma como duplos significados, juntamente com sons semelhantes em slogans, muitas vezes associavam palavras não relacionadas em sugestivas "fórmulas estereotipadas", que "prenderiam a atenção e atrairiam os corações das massas nacionais" ( Hitler, Mein Campf, 1925 ). Por exemplo, em um dos slogans políticos mais repetidos, Ein Volk, Ein Reich, Ein Führer! ("Um povo, um império, um líder!") a palavra 'Volk' soa semelhante a folgt, significando seguir ou obedecer; Reich também significa rico; então a frase aponta para uma associação subliminar: que a população obedeça e siga seu líder, que os conduz a um império rico. Blu-Bo de Blut und Boden (Sangue e Solo) também foi um slogan chave da ideologia nazista, assim como, é claro, Heil Hitler! (Salve Hitler! - heil também significa salvação, seguro, bem).
Com base em pesquisas sobre condicionamento semântico da década de 1950, Weilgart teorizou que enquanto a mente consciente liga sinônimos (significados semelhantes), a mente subconsciente associa assonância (sons semelhantes). Isto é, enquanto pensamos e distinguimos palavras com sons semelhantes por seus significados diferentes, ainda assim sentimos em algum nível que elas também estão (ou deveriam estar) relacionadas em significado. Slogans aliterativos podem sugerir uma ligação em palavras não relacionadas pelo significado, mas relacionadas por sons comuns. Weilgart postulou que tais slogans eram um dos muitos fatores significativos que poderiam levar à guerra sob condições desesperadoras e incendiárias. Além disso, ele acreditava que a discrepância geral entre palavras homófonas e sinônimas na linguagem convencional aumentaria a desconexão com a mente subconsciente.

## Codificação e fontes
A aUI está atualmente incluída no ConScript Unicode Registry (CSUR) não oficial, que atribui pontos de código na Área de Uso Privado . Os pontos de código aUI são mapeados para o intervalo U+E270 a U+E28F.
As oito fontes variantes “Aux” do Kurinto (Kurinto Text Aux, Book Aux, Sans Aux, etc.) suportam aUI.